# 云南大柱藤
云南大柱藤（学名：Megistostigma yunnanense）为大戟科大柱藤属下的一个种。其种加词“yunnanense”意为“云南的”。